# Honshū
Honšū (本州) je najveći otok Japana. Na sjeveru je razdvojen morskim putem Tsuragu od otoka Hokkaida, u jugu kroz japansko unutarnje more od otoka Shikokua. Na jugo-zapadu se nalazi otok Kyushu, razdvojen morskim putem Shimonosekijem. Honšu je sedmi otok po veličini na svijetu i 2. po naseljenosti, odmah iza Jave. izložen je čestim potresima, među kojima je jedan od najgorih je bio Veliki potres u Kantou 1923. u regiji Kantōu, kada su uništeni Tokio, Yokohama i okolica. 
Honšu je s ostalim većim japanskim otocima (Hokkaido, Kyushu i Shikoku) povezan tunelima i mostovima. Tri nova mostovska sustava povezuju preko unutarnjeg mora Honšu i Šikoku (mostovi Akashi-Kaikyo i Ohnaruto; Shin-Onomichi; Innoshima, etc.)
Najveći gradovi su: Tokyo (glavni grad Japana), Yokohama, Osaka, Nagoya, Kobe, Kyoto, Akita, Sendai, Fukushima, Niigata i Hiroshima i kulturni centri Nara i Kamakura.
Otok je značajan proizvođač riže, agrikulturna područja su u ravnicama Kanto i Nobi, a uzgaja se riža i drugo povrće. Niigata je veliki centar poljoprivrednog kraja. Područje Yamanashija glavni je voćarski centar, dok se Aomori ističe po proizvodnji jabuka.

## Geografija i klima
Honshu je otprilike 1300 km dug, a širok je od 50 do 240 km. Površina otoka je 230.500 km², što je otprilike 60% površine cijelog Japana. Dužina obale je 5450 km. Najveći vrh je Fuji s 3776 m.
Regija je vrlo plodna. Ima dosta rijeka, među njima je i Shinano, najduža rijeka Japana. Klimatske zone su od hladne na sjeveru do subtropske na jugu otoka.
Honshu je brdovit, a vulkani su vrlo aktivni. Erupcije vulkana i potresi su vrlo česti. Veliki potres u Kantou (140.000 mrtvih) u listopadu 1923. napravio je velike štete u Tokiu i Yokohama, a 1995. je u potres u Kobeu poginulo 5000 ljudi.

### Rijeke
- Abukuma

## Regije i prefekture
Honšu se sastoji od 5 regija podijeljenih po prefekturama, to su:
- Chugoku:  Hiroshima, Okayama, Shimane, Tottori, Yamaguchi.
- Kansai: Hyogo, Kyoto-fu, Mie, Nara, Osaka-fu, Shiga, Wakayama.
- Chubu: Aichi, Fukui, Gifu, Ishikawa, Nagano, Niigata, Toyama, Shizuoka, Yamanashi.
- Kanto: Chiba, Gunma, Ibaraki, Kanagawa, Saitama, Tochigi, Tokyo-to.
- Tohoku: Akita, Aomori, Fukushima, Iwate, Miyagi, Yamagata.

## Vanjske poveznice
- Honshū japan  Arhivirana inačica izvorne stranice od 26. studenoga 2012. (Wayback Machine)